# James Dunn
James Dunn, född 2 november 1901 i New York, död 1 september 1967 i Santa Monica i Kalifornien, var en amerikansk skådespelare. Dunn tilldelades 1946 en Oscar för bästa manliga biroll i filmen Det växte ett träd i Brooklyn. 
Han har två stjärnor på Hollywood Walk of Fame.

## Filmografi, urval
- 1934 – Flygets lilla fästmö
- 1934 – Baby debuterar
- 1945 – Det växte ett träd i Brooklyn